# Хлорид нікелю
Хлори́д ні́келю — неорганічна сполука складу NiCl2. При тривалому контакті може викликати інтоксикацію і, ймовірно, рак.

## Застосування
Гексагідрат хлориду NiCl2·6H2O використовується в органічному синтезі для отримання алільних спиртів, селективного синтезу алканів з алкенів. Також його застосовують для покриття нікелем поверхонь різних металів з метою запобігання корозії та підвищення їхньої зносостійкості.